# Список советских воинских частей, потерявших свои знамёна в Великой Отечественной войне
Список советских воинских частей и соединений, потерявших свои знамёна в Великой Отечественной войне включает формирования РККА и НКВД ВС СССР, утратившие свои боевые знамёна в Великой Отечественной войне. 
В Великой Отечественной войне воинская часть имела своё боевое знамя, в соответствии с Положением о революционных Красных знамёнах частей РККА от 11 июня 1926 года (заменено Положением о Красном знамени воинских частей Красной Армии от 21 декабря 1942 года). Знамя обычно представляло собой прямоугольное красное полотнище с гербом СССР и названием воинской части (соединения) на лицевой стороне. Согласно постановлению, знамя должно было находиться вместе с частью (соединением) на поле боя. Потеря знамени «вследствие малодушия» каралась военным трибуналом и расформированием его. Неоднократно знамёна спасались ценой жизни или укрывались для предотвращения их захвата противником. Однако в первые месяцы после вторжения Германии и их союзников в СССР немцы захватили десятки советских полковых и дивизионных знамён. Некоторые другие нашлись в ходе войны или были заменены на новые.

## Отдельные батальоны
| Часть                                         | Обстоятельства потери знамени |
| --------------------------------------------- | --- |
| 97-й отдельный батальон связи                 | Захвачено немцами в 1941 году. |
| 132-й отдельный батальон конвойных войск НКВД | Захвачено немцами после обороны Брестской крепости, найдено на развалинах крепости                                                                                     |
| 573-й отдельный батальон связи                | Украдено из-за халатности лейтенанта Павлова. Капитан Рутковский, доверивший знамя Павлову, был арестован на 15 суток и снижен в звании с удержанием половины зарплаты |

## Полки
| Часть                                               | Обстоятельства потери знамени |
| --------------------------------------------------- | --- |
| 8-й гвардейский воздушно-десантный стрелковый полк  | Потеряно в 1944 году в бою у Ньиредьхаза. Поскольку личный состав полка погиб в бою, защищая знамя, нарком обороны разрешил полку получить новое знамя, с сохранением почётного звания Гвардейский |
| 9-й Выборгский стрелковый полк                      | Захвачено немцами в 1941 году. |
| 10-й гвардейский воздушно-десантный стрелковый полк | Потеряно в 1944 году в бою у Ньиредьхаза. Полк, вместе с 8-м гвардейским воздушно-десантным стрелковым полком, получил новое знамя с сохранением почётного звания гвардейский, поскольку его личный состав также погиб в бою. |
| 16-й стрелковый полк                                | Потеряно при неясных обстоятельствах, прокурорская проверка результатов не принесла. |
| 30-й конно-артиллерийский полк                      | Захвачено войсками нацистской Германии (вермахт) в битве за Керчь |
| 43-й гвардейский миномётный полк                    | Потеряно летом 1942 году при окружении в Сальских степях. Полк был расформирован, но когда выяснилось, что знамя было передано пастуху, полк был восстановлен с прежним наименованием. |
| 71-й гаубичный полк                                 | Захвачено немцами в битве под Уманью. |
| 99-й полк связи                                     | Захвачено немцами в битве под Уманью. |
| 133-й стрелковый полк                               | Захвачено немецкими егерями под Уманью. |
| 214-й кавалерийский полк                            | Потеряно 26 октября 1944 года в бою у Надькалло. При внезапной фланговой атаке противника у знамени были отвечавший за его охрану младший лейтенант Зуенко и помощник начштаба полка старший лейтенант Старых. В критической ситуации Старых отобрал у Зуенко знамя и унес его в направлении штаба дивизии. Старых не имел полномочий отбирать знамя у знаменосца, а младший лейтенант Зуенко без разрешения командира полка не имел права передавать его кому-либо. Зуенко доложил командиру полка, подполковнику Данилевичу о случившемся, который направил вслед за Старых группу во главе со своим заместителем майором А. П. Кайдиловым. Но помначштаба со знаменем она не нашла. В результате полк был переведён в разряд штрафных, а Данилевич снижен в звании до майора. В феврале 1945 года полк был восстановлен в прежнем виде. |
| 220-й кавалерийский полк                            | Потеряно в 1944 году в бою у Надькалло, найдено спустя восемь дней. |
| 243-й гаубичный артиллерийский полк                 | Захвачено немцами в 1941 году. |
| 243-й стрелковый полк                               | Захвачено немцами в 1941 году. |
| 283-й корпусной артиллерийский полк                 | Захвачено немецкими егерями в селе Подвысокое, висело в штабе немецкого командира Людвига Кюблера. |
| 479-й зенитно-артиллерийский полк ПВО               | Захвачено в 1941 году. |
| 754-й гаубичный артиллерийский полк                 | Сгорело в феврале 1944 года, когда в штабную машину, перевозившую знамя, попала авиабомба. |
| 945-й стрелковый полк                               | Захвачено немцами в 1945 году в бою за Метгетен. |
| 975-й артиллерийский полк                           | Потеряно в Харьковской операции, полк был расформирован и преобразован в стрелковый. |

## Дивизии
| Соединение                          | Обстоятельства потери знамени |
| ----------------------------------- | --- |
| 23-я гвардейская стрелковая дивизия | Сгорело 24 апреля 1945 года, когда штабная машина, перевозившая знамя, была обстреляна в битве за Берлин. |
| 24-я стрелковая дивизия             | Потеряно в первые месяцы войны, найдено после освобождения Смоленщины. |
| 44-я гвардейская стрелковая дивизия | Потеряно при перевозке. Рядовой Тучин, ответственный за перевозку, застрелился, двое других ответственных (капитан Устинов и старшина Пестов), были осуждены военным трибуналом на 10 и 7 лет лишения свободы, соответственно. Однако, поскольку знамя было потеряно из-за халатности, а не из-за малодушия на поле боя, дивизии было разрешено получить новое знамя. |
| 86-я стрелковая дивизия             | Сгорело в штабе дивизии во время немецкой бомбардировки Цехановца в 1941 году. |
| 181-я стрелковая дивизия            | Захвачено в августе 1942 года, при выходе из окружения командира дивизии генерал-майора Т. Я. Новикова с комендантским взводом. |
| 299-я стрелковая дивизия            | Захвачено немцами в бою за Дедилово в 1941 году. |
| 335-я стрелковая дивизия            | Потеряно при выходе из немецкого окружения в 1942 году. |
| 365-я стрелковая дивизия            | Потеряно около 17 февраля 1942 года при попытке дивизии выйти из немецкого окружения в Ржевской битве. |